# Domenico Astuti
Domenico Astuti (* in Neapel) ist ein italienischer Drehbuchautor und Filmregisseur.

## Leben
Astuti schloss ein Philosophie-Studium ab und beschäftigte sich an verschiedenen Orten mit der Film- und Theaterarbeit. So besuchte er in Mexiko Kurse für Regie und Schnitt und zahlreiche italienische für Drehbuch. Zwei Jahre lang arbeitete er am von Eduardo De Filippo geführten Theater, zwei weitere an der Filmschule von Bassano. Er trat auch durch zwei Bücher in Erscheinung sowie zu Ende des 20. Jahrhunderts als Regisseur zweier Spielfilme. Für weitere Fernsehfilme schrieb er das Drehbuch.
Seit etwa 2002 lebt Astuti in Rom und wirkt als Journalist.

## Werke

### Bücher
- 1985: Scie interiori, Lalli, 75 S.
- 1996: Pulque, Mobydick, 125 S.
- 2013: Grand'Hotel des bains, 309 S.
- 2015: Da Finsbury a Dante, 240 S.
- 2016: Una Certa idea del Cinema, 320 S.
- 2016: Incerta la luce delira, 294 S:
- 2018: Il senso di una vita immaginata, 271 S.
- 2019: La guerra di Spagna, 560 S.
- 2020: Anarchici - sette vite attraverso l'utopia, 230 S.
- 2022:  Canone napoletano , 230 S.

### Filme
- 1981: Fino all’estremo
- 1983: Mai di venerdì – la tecnica del coltello
- 1996: Fino all’etremo
- 1999: La vita, per un’altra volta
- 2000: Di pari passo con la notte